# ツール・ド・フランス1963
| 第50回 ツール・ド・フランス 1963 |                                        |
| 全行程                           | 21区間、4137km                         |
| 総合優勝                         | ジャック・アンクティル 113時間30分05秒 |
| 2位                              | フェデリコ・バーモンテス +3分35秒      |
| 3位                              | ホセ・ペレスフランセス +10分14秒       |
| 4位                              | ジャンクロード・ルボーベ +11分55秒     |
| 5位                              | アルマン・デメ +15分00秒               |
| ポイント賞                       | リック・ファン・ローイ 275ポイント     |
| 2位                              | ジャック・アンクティル 138ポイント     |
| 3位                              | フェデリコ・バーモンテス 123ポイント   |
| 山岳賞                           | フェデリコ・バーモンテス 147ポイント   |
| 2位                              | レイモン・プリドール 70ポイント        |
| 3位                              | グイ・イニョラン 68ポイント            |

ツール・ド・フランス1963は、ツール・ド・フランスとしては50回目の大会。1963年6月23日から7月14日まで、全21ステージで行われた。

## レース概要
今大会はピレネー、中央高地、アルプスという順番で第10～第18ステージまで山岳コースが続くというコース設定のため、総合3連覇を狙うジャック・アンクティルは序盤の平地区間は様子を見る形で総合上位争いには加わっていなかった。第6ステージ後半の個人タイムトラアイルではさすがに動きがあり、アンクティルが制し、レイモン・プリドールがアンクティルに45秒差の区間2位に入るが、マイヨジョーヌはアンクティルに対して55秒差の同区間3位に入ったジルベール・デメが奪う。アンクティルは6分14秒差の総合7位、フェデリコ・バーモンテスが7分22秒差の同10位、プリドールが7分44秒差の同11位に上昇。
第10ステージからはいよいよ山岳ステージが連続で続く正念場の区間。まず第10ステージはバーモンテスが果敢にアタックをかけるも、アンクティルがバーモンテス、プリドールらと同タイムゴールをもって制す。一方、デメは1分28秒遅れで何とかまとめる。第11ステージにおいてもバーモンテンスの積極的なアタックが見られるが終盤捕まり、プリドール、アンクティルがバーモンテスよりも先んじてゴール。一方、デメはさらにこれら「三強」に遅れを取るも、何とかマイヨは堅持。アンクティルが3分3秒差で2位、プリドールが5分22秒差で4位、バーモンテスが5分32秒差の5位。
舞台を中央高地に移した第14ステージ、中盤でこそバーモンテスが先んじる形となるが、その後このステージを制したグイ・イニョランら5選手が抜け出し、そのままこの5名がまず先にゴールする形となったが、8分19秒後に、デメ、アンクティル、プリドール、バーモンテスら70数選手の大集団ゴールとなり、上位陣に変動なし。
中央高地とアルプスを結ぶ区間となる第15ステージ。ここはバーモンテスが中盤で抜け出し快勝。2分2秒差でデメ、プリドール、アンクティルら20数選手が集団ゴール。そしてマイヨはデメで変わらないものの、2分30秒差の総合2位にバーモンテスが浮上。アンクティルは3位に落ちたが2分33秒差で続き、プリドールは5分22秒差が縮まらないまま6位に後退。
アルプスに本格的に突入した第16ステージ。標高2770m地点にあたるイズラン峠をトップで通過したフェルナンド・マンザネックが快勝。対する上記に挙げた三強はマンザネックに遅れること7分40秒差で同タイムゴールとなるが、デメはこの区間だけで16分40秒差もつけられる大敗を喫し、ついにマイヨを明け渡すことになった。ここでマイヨはバーモンテスとなり、わずか3秒差でアンクティル。そして山岳区間では上位陣に終始食らいついて来ているアンリ・アングラードが2分43秒差の3位、プリドールが2分52秒差の4位で続く展開となった。
続く第17ステージ。今大会最大のヤマ場ともいうべき、カテゴリー1級が2つもある難関区間であったが、アンクティルがバーモンテスをペースメーカーに使いながら最後はバーモンテスを交わして区間制覇。そしてここでマイヨを奪取した。28秒差にバーモンテスが続いて2位。対してプリドール、アングラードはここで大きく後退。2人ともアンクティルとの差は12分以上開き、総合優勝を狙うには非常に厳しいタイム差となった。
長い山岳レースが終わったのもつかの間、第19ステージは個人タイムトライアルであったが、定番どおり、アンクティルが区間優勝を果たし、バーモンテスとの差を3分35秒差に広げ、事実上ここで決着を見た。アンクティルはルイゾン・ボベに続く史上2人目のツール3連覇を達成した。

## 総合成績
| 順位 | 選手名                   | 国籍     | チーム | 時間            |
| ---- | ------------------------ | -------- | ------ | --------------- |
| 1    | ジャック・アンクティル   | フランス |        | 113時間30分05秒 |
| 2    | フェデリコ・バーモンテス | スペイン |        | +3分35秒        |
| 3    | ホセ・ペレスフランセス   | スペイン |        | +10分14秒       |
| 4    | ジャンクロード・ルボーベ | フランス |        | +11分55秒       |
| 5    | アルマン・デメ           | ベルギー |        | +15分00秒       |
| 6    | アンヘリノ・ソレル       | スペイン |        | +15分04秒       |
| 7    | レンツォ・フォントーナ   | イタリア |        | +15分27秒       |
| 8    | レイモン・プリドール     | フランス |        | +16分46秒       |
| 9    | ハンス・ユンケルマン     | 西ドイツ |        | +18分53秒       |
| 10   | リック・ファン・ローイ   | ベルギー |        | +19分24秒       |

### マイヨ・ジョーヌ保持者
| 選手名                   | 国籍         | 首位区間    |
| ------------------------ | ------------ | ----------- |
| エディ・ポーウェル       | ベルギー     | 第1-第2(b)  |
| シーマス・エリオット     | アイルランド | 第3-第6(a)  |
| ジルベール・デメ         | ベルギー     | 第6(b)-第15 |
| フェデリコ・バーモンテス | スペイン     | 第16        |
| ジャック・アンクティル   | フランス     | 第17-最終   |